# Банка (мілина)
Ба́нка — місце на континентальному шельфі з невеликими глибинами в порівнянні з навколишньою акваторією, мілководдя або верхня частина підводного пагорба. На континентальному схилі, океанічна банка може перехопити апвелінг або приплив, в результаті чого вода на банці багата поживними речовинами. Через це, деякі великі банки, на кшталт Доггер-банки і Великої Ньюфаундської Банки, є найбагатшими рибними промислами у світі.
Океанічні банки можуть бути вулканічного походження. Банки можуть бути карбонатними або теригенними. Оскільки вони не пов'язані з суходолом, банки не мають зовнішнього джерела відкладень. Карбонатні банки — платформи, піднімаються з глибин океану, в той час як теригенні банки — підвищення осадових відкладень.
Підводні гори, на відміну від гір вулканічного походження, піднімаються з глибин, і здіймаються в порівнянні з оточуючим морським дном. На кшталт підводних гір Піонер й Гід, на захід від островів Фараллон. Підводна гора Піонер має глибину 1000 метрів, в інших випадках, частини банок можуть здійматися над поверхнею води, утворюючи острови.
Найбільші банки у світі:
1. Велика Ньюфаундлендська банка (280 000 км²)[5] — теригенна банка
2. Велика Багамська банка (95 798 км², має острови, площа без островів)
3. Сая-де-Малья (35 000 км², за винятком Північної банки, найменша глибина 7 м)
4. Сейшельська банка (31 000 км², включаючи острови 266 км²)
5. Банка Джорж (28 800 км²) — теригенна банка
6. Лансдаунська банка (21 000 км², на захід від Нової Каледонії, найменша глибина 3,7 м)
7. Доггер-банка (17 600 км², найменша глибина 13 м)
8. Мала Багамська банка (14 260 км², має острови, площа без островів)
9. Велика Чагоська Банка (12 642 км²)
10. Рід банка, острови Спратлі (8866 км², найменша глибина 9 м)
11. Банка Кайкос, острови Кайкос (7680 км²)
12. Банка Маклсфілд (6448 км², найменша глибина 9,2 м)
13. Північна банка або банка Річі (5800 км², на північ від Сая-де-Малх, найменша глибина <10 м)
14. Банка Кей Сал (5226,73 км²)
15. Банка Розалінд (4500 км², найменша глибина 7,3 м)